# Group Planning
Le bureau Group Planning est un bureau d'architecture et d'urbanisme qui figure au nombre des protagonistes de l'architecture postmoderne en Belgique dans les années 1980.

## Historique
Le bureau Group Planning (ou Groep Planning en néerlandais) est un bureau d'architecture et d'urbanisme fondé à Bruges en 1966 par Jan Tanghe, Jacques Pêtre, Ignaas Deboutte et Willy Canfyn, désireux de fonder un groupe interdisciplinaire d'architectes, ingénieurs et urbanistes.
Tanghe travaille également de 1970 à 1983 comme consultant en urbanisme et comme conseiller artistique pour la ville de Bruxelles.
Group Planning s'agrandit en 1996 avec la reprise de Mens & Ruimte (M+R), grâce à laquelle il acquiert une expertise supplémentaire en matière d'environnement.
En 2006, un rebranding donne naissance à Sum, avec SumProject et SumResearch comme entités opérationnelles.

## Réalisations
- 1983 : Immeuble de la Direction Générale Éducation et Culture de la Commission européenne, rue Belliard 97

- 1983 : Passerelle enjambant la rue Belliard à hauteur du numéro 97

- 1982-1985 : Ancien siège de la compagnie d'assurances ABB, rue d'Arlon, 82

(érigé autour de l'ancienne salle du Concert Noble, conçue en 1873 par Henri Beyaert)
- 1986 : Ancien siège de la banque BACOB, rue Van Maerlant, 2

(angle de la rue Van Maerlant et de la rue Belliard)
- 1989-1990 : Extension du siège des Assurances Populaires, angle des rues Joseph II et Philippe Le Bon

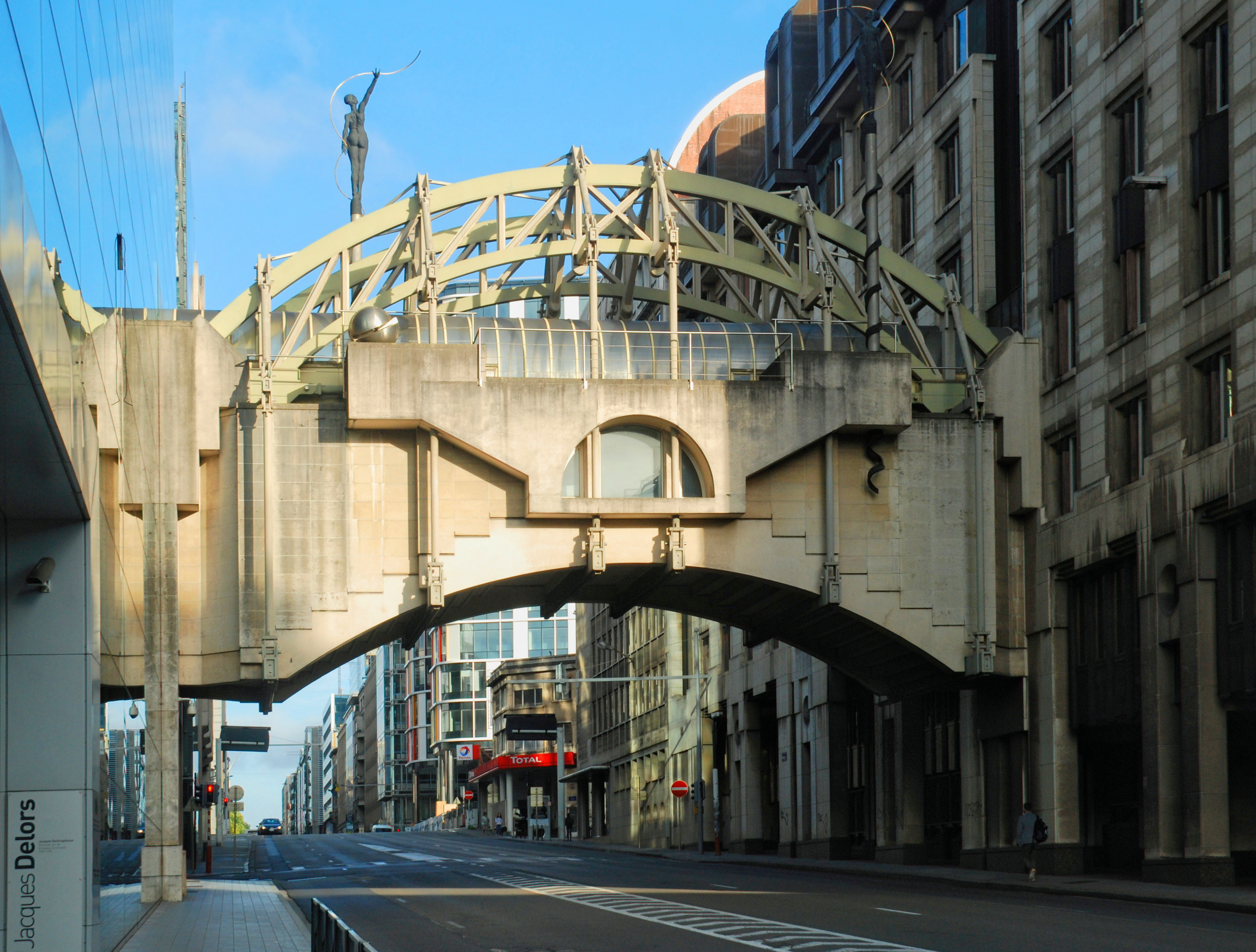
Passerelle Belliard (1983).
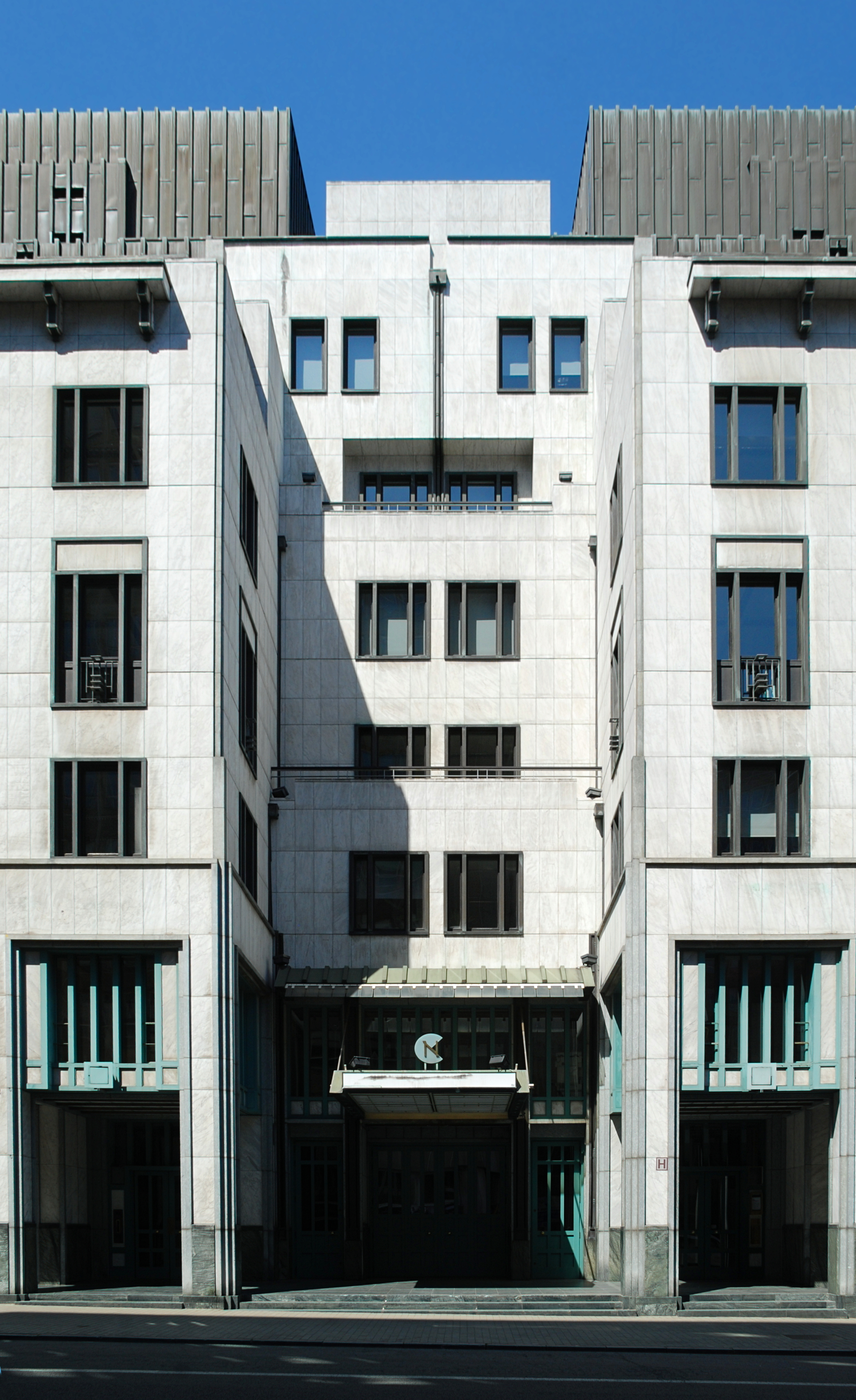
ABB (1985).
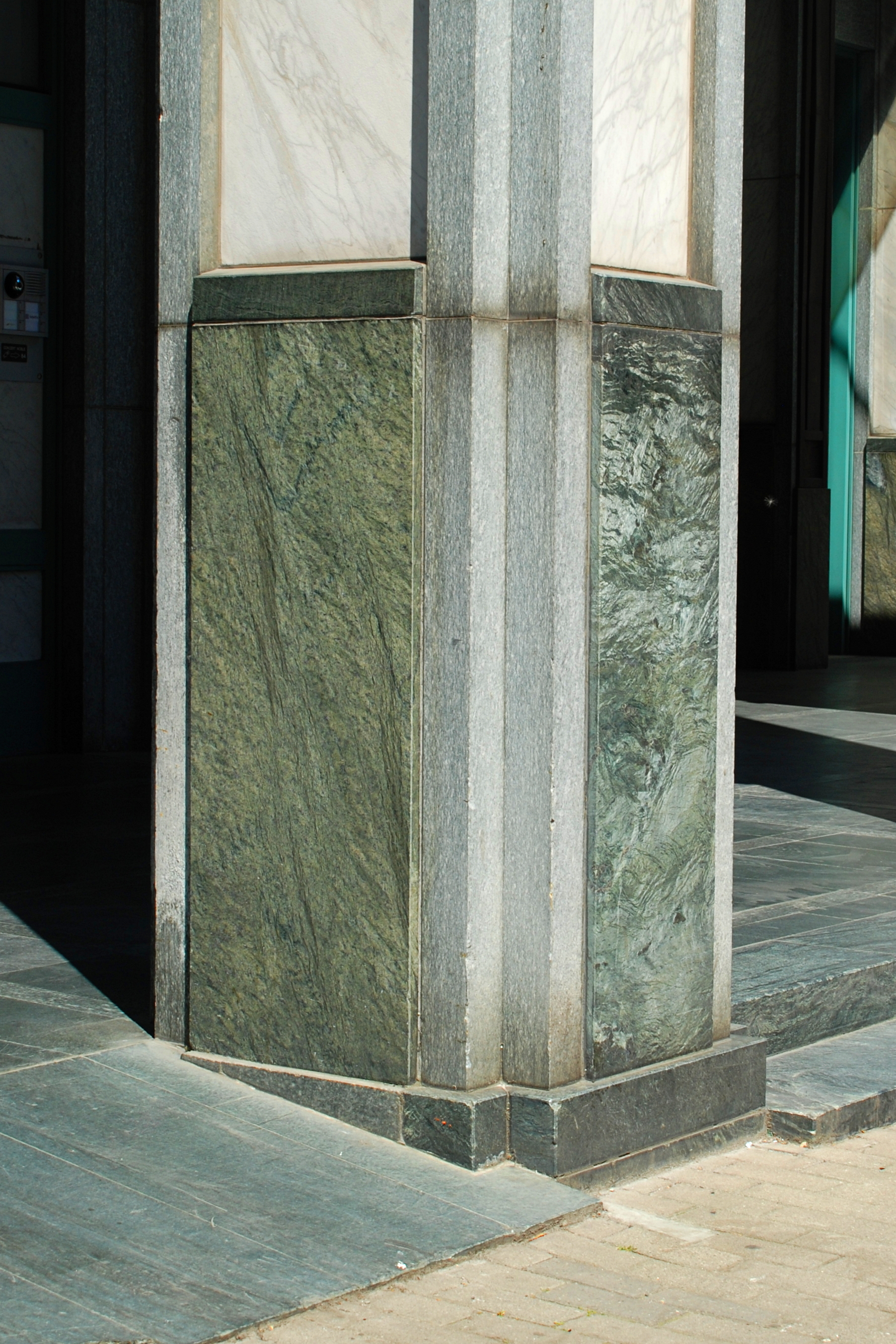
ABB (détail).
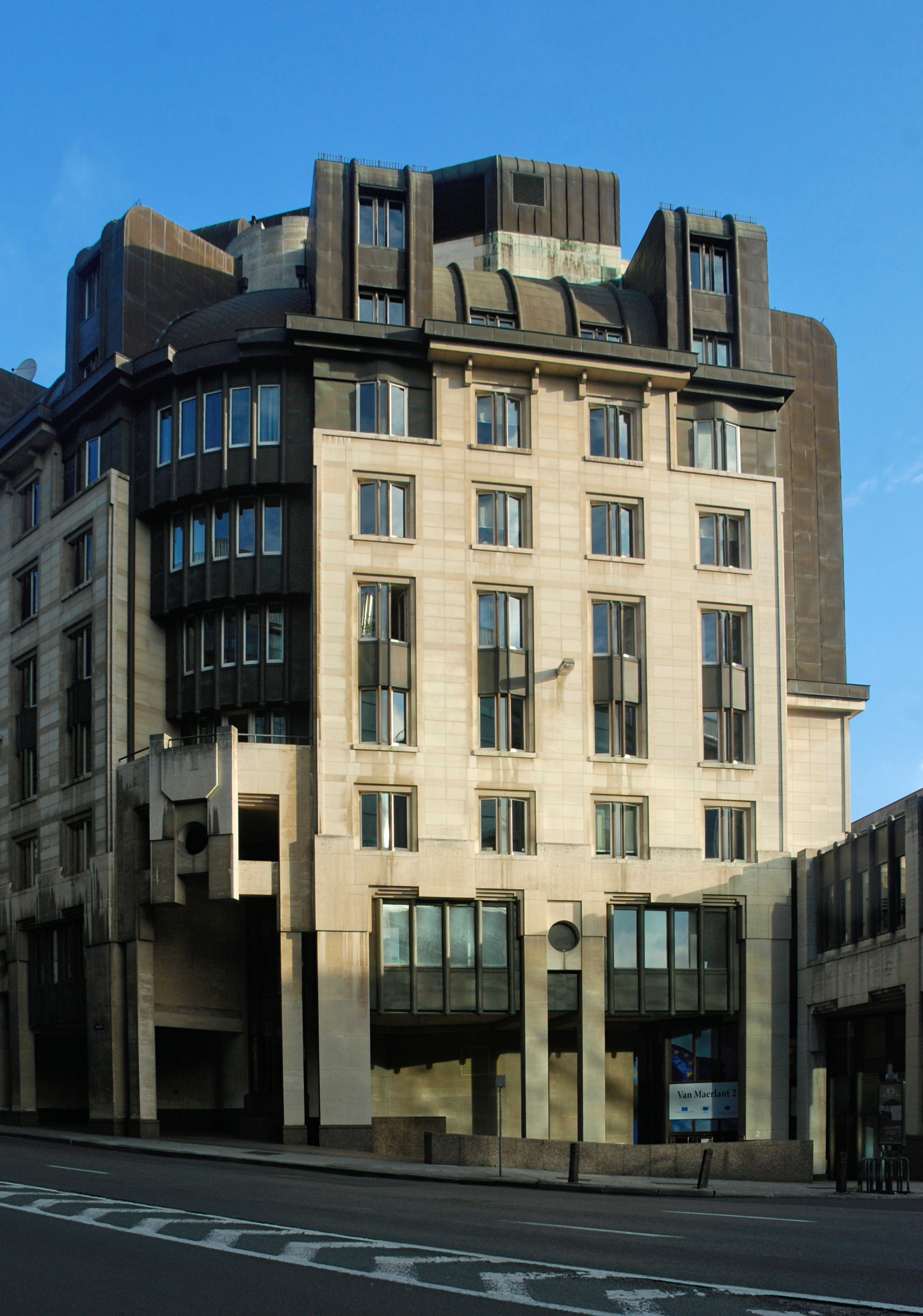
BACOB (1986).